# Carl Lorentzen (Mediziner)
Carl Lorentzen (* 22. Januar 1860 in Viborg; † 5. April 1932 in Kopenhagen) war ein dänischer Arzt.

## Leben

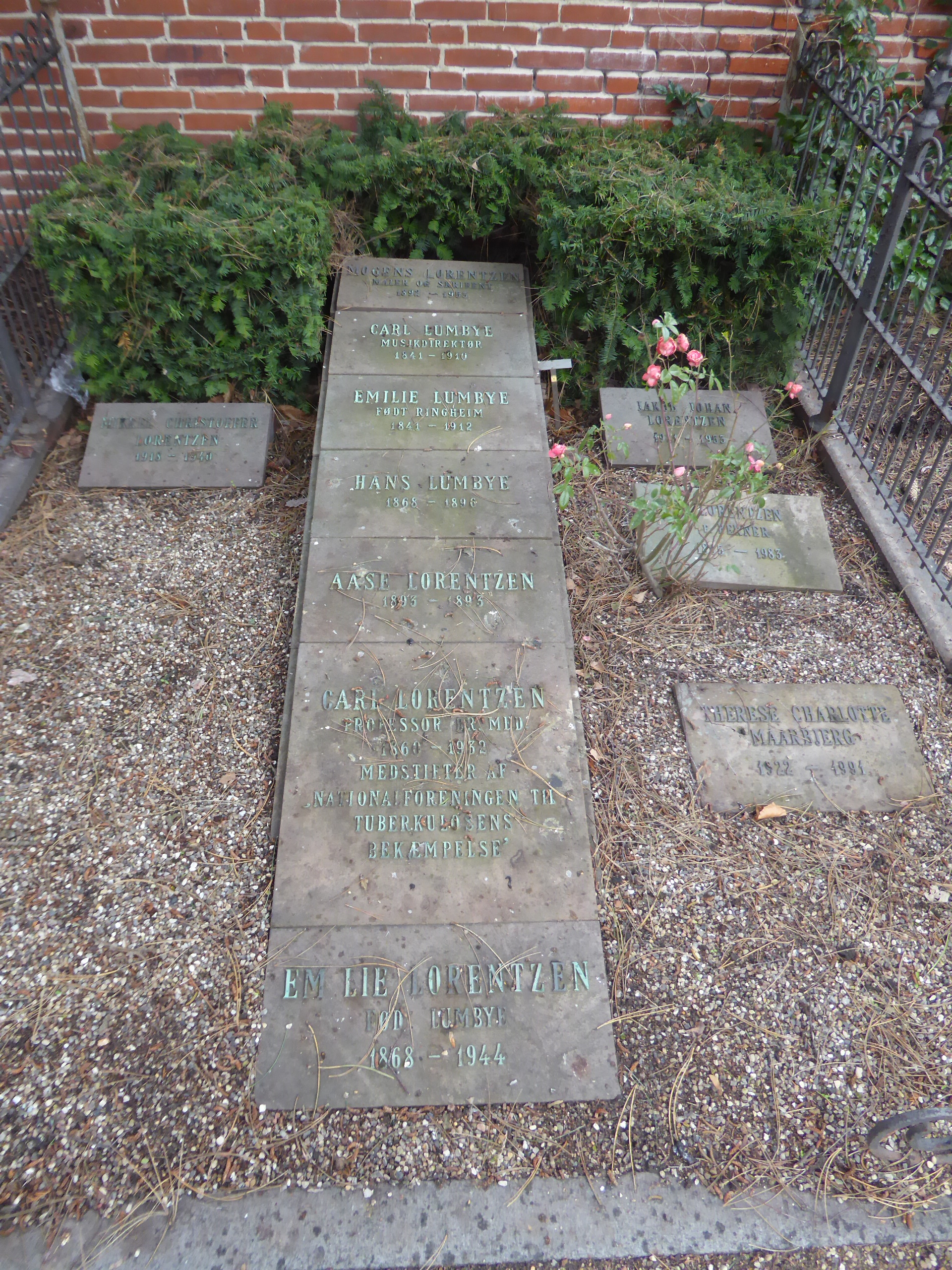
Familiengrab der Familien Lorentzen und Lumbye auf Holmens Kirkegård

Carl Lorentzen war der Sohn des Tierarztes Vilhelm Lorentzen (1829–1910) und seiner Frau Augusta Frederikke Emilie Louise Ringheim (1833–1927). Er schloss 1879 die Kathedralschule in seiner Heimatstadt Viborg ab und begann anschließend ein Medizinstudium, das er im Frühsommer 1886 beendete. Noch im selben Jahr wurde er zum Arzt im von Syphilis geplagten Arsuk in Grönland ernannt. Distriktsarzt Otto Binzer schickte ihn auf eine Inspektionsreise nach Tissaluk, Narsalik, Paamiut und Avigaat. Bereits im Oktober 1887 kehrte er nach Dänemark zurück, war von Dezember 1887 bis Januar 1888 an der Kopenhagener Geburtsklinik beschäftigt und begann 1888 am Frederiks Hospital in Kopenhagen zu arbeiten. Im Mai 1889 machte er sich selbstständig und eröffnete eine Arztpraxis in Brønderslev, zog aber bereits im April 1890 wieder nach Kopenhagen. Dort heiratete er am 3. Mai 1890 seine Cousine Emilie Marie Lumbye (1868–1944), Tochter des Komponisten Carl Christian Lumbye (1841–1910) und seiner Frau Emilie Laura Vilhelmine Camilla Ringheim (1841–1912). Ihr Großvater war der Komponist Hans Christian Lumbye (1810–1874). Aus der Ehe gingen drei Kinder hervor: Der älteste Sohn Mogens Lorentzen (1892–1953) wurde Maler und Schriftsteller, der zweite Sohn war Finn Lorentzen (1897–?) und die Tochter Edith Lorentzen (1900–1954) war mit dem Politiker Hartvig Marcus Frisch verheiratet. Im April 1891 hatte er eine Arztpraxis in Kopenhagen, aber zur selben Zeit war er auch bis 1896 Sekretär des Stadtarztes. In dieser Zeit promovierte er 1895 mit einer Abhandlung über die Ausbreitung des Rheumatischen Fiebers in Kopenhagen in den Vorjahren. 1898 zog er nach Berlin, um sich im Gebiet der Magen-Darm-Krankheiten fortzubilden. 1899 kehrte er wieder nach Kopenhagen zurück und wurde Spezialist für Verdauungskrankheiten. 1902 wurde er zum Titularprofessor ernannt und eröffnete er eine Privatklinik.
Seit den 1890er Jahren interessierte er sich für Tuberkulose und setzte sich durch eine Reihe journalistischer Artikel und die Gründung einer Vereinigung 1901, der er ab 1909 vorstand, für die Bekämpfung der Krankheit ein. Er gehörte mehreren Kommissionen zum Einsatz gegen Tuberkulose an. Ab 1896 war er Redakteur und Mitherausgeber der Sundhedstidende („Gesundheitszeitschrift“) und später alleiniger Herausgeber. Von 1906 bis 1911 war er Vorsitzender von Det Grønlandske Selskab. 1911 wurde er zum Ritter des Dannebrogordens ernannt. 1926 erhielt er die Fortjenstmedaljen in Gold. Er starb 1932 im Alter von 72 Jahren.